# NHL (2002/2003)
Sezon NHL 2002-2003 – 86. sezon rozgrywek NHL. 30 zespołów rozegrało po 82 mecze. Puchar Stanleya zdobyła drużyna New Jersey Devils, która w 7 spotkaniach pokonała 4-3 Mighty Ducks of Anaheim.

## Tabele po sezonie zasadniczym
W = Wygrane, P = Porażki, R = Remisy, PpD = Porażki po dogrywce, G+ = Gole strzelone, G- = Gole stracone, PKT = Liczba zdobytych punktów

### Konferencja Wschodnia
Northeast Division
| Drużyna             | W  | P  | R  | PpD | G+  | G-  | PKT |
| ------------------- | -- | -- | -- | --- | --- | --- | --- |
| Ottawa Senators     | 52 | 21 | 8  | 1   | 263 | 182 | 113 |
| Toronto Maple Leafs | 44 | 28 | 7  | 3   | 236 | 208 | 98  |
| Boston Bruins       | 36 | 31 | 11 | 4   | 245 | 237 | 87  |
| Montreal Canadiens  | 30 | 35 | 8  | 9   | 206 | 234 | 77  |
| Buffalo Sabres      | 27 | 37 | 10 | 8   | 190 | 219 | 72  |

Atlantic Division
| Drużyna             | W  | P  | R  | PpD | G+  | G-  | PKT |
| ------------------- | -- | -- | -- | --- | --- | --- | --- |
| New Jersey Devils   | 46 | 20 | 10 | 6   | 216 | 166 | 108 |
| Philadelphia Flyers | 45 | 20 | 13 | 4   | 211 | 166 | 107 |
| New York Islanders  | 35 | 34 | 11 | 2   | 224 | 231 | 83  |
| New York Rangers    | 32 | 36 | 10 | 4   | 210 | 231 | 78  |
| Pittsburgh Penguins | 27 | 44 | 6  | 5   | 189 | 255 | 65  |

Southeast Division
| Drużyna             | W  | P  | R  | PpD | G+  | G-  | PKT |
| ------------------- | -- | -- | -- | --- | --- | --- | --- |
| Tampa Bay Lightning | 36 | 25 | 16 | 5   | 219 | 210 | 93  |
| Washington Capitals | 39 | 29 | 8  | 6   | 224 | 220 | 92  |
| Atlanta Thrashers   | 31 | 39 | 7  | 5   | 226 | 284 | 74  |
| Florida Panthers    | 24 | 36 | 13 | 9   | 176 | 237 | 70  |
| Carolina Hurricanes | 22 | 43 | 11 | 6   | 171 | 240 | 61  |

### Konferencja Zachodnia
Central Division
| Drużyna               | W  | P  | R  | PpD | G+  | G-  | PKT |
| --------------------- | -- | -- | -- | --- | --- | --- | --- |
| Detroit Red Wings     | 48 | 20 | 10 | 4   | 269 | 203 | 110 |
| St. Louis Blues       | 41 | 24 | 11 | 6   | 253 | 222 | 99  |
| Chicago Blackhawks    | 30 | 33 | 13 | 6   | 207 | 226 | 79  |
| Nashville Predators   | 27 | 35 | 13 | 7   | 183 | 206 | 74  |
| Columbus Blue Jackets | 29 | 42 | 8  | 3   | 213 | 263 | 69  |

Pacific Division
| Drużyna                 | W  | P  | R  | PpD | G+  | G-  | PKT |
| ----------------------- | -- | -- | -- | --- | --- | --- | --- |
| Dallas Stars            | 46 | 17 | 15 | 4   | 245 | 169 | 111 |
| Mighty Ducks of Anaheim | 40 | 27 | 9  | 6   | 203 | 193 | 95  |
| Los Angeles Kings       | 33 | 37 | 6  | 6   | 203 | 221 | 78  |
| Phoenix Coyotes         | 31 | 35 | 11 | 5   | 204 | 230 | 78  |
| San Jose Sharks         | 28 | 37 | 9  | 8   | 214 | 239 | 73  |

Northwest Division
| Drużyna            | W  | P  | R  | PpD | G+  | G-  | PKT |
| ------------------ | -- | -- | -- | --- | --- | --- | --- |
| Colorado Avalanche | 42 | 19 | 13 | 8   | 251 | 194 | 105 |
| Vancouver Canucks  | 45 | 23 | 13 | 1   | 264 | 208 | 104 |
| Minnesota Wild     | 42 | 29 | 10 | 1   | 198 | 178 | 95  |
| Edmonton Oilers    | 36 | 26 | 11 | 9   | 231 | 230 | 92  |
| Calgary Flames     | 29 | 36 | 13 | 4   | 186 | 228 | 75  |

## Najlepsi zawodnicy pod względem liczby zdobytych punktów po sezonie zasadniczym
M = Liczba meczów, które rozegrał poszczególny zawodnik, G = Zdobyte gole, A = Asysty, Pkt = Łączna liczba zdobytych punktów (gole + asysty)
| Imię i nazwisko    | Drużyna     | M  | G  | A  | Pkt |
| ------------------ | ----------- | -- | -- | -- | --- |
| Peter Forsberg     | Colorado    | 75 | 29 | 77 | 106 |
| Markus Näslund     | Vancouver   | 82 | 48 | 56 | 104 |
| Joe Thornton       | Boston      | 77 | 36 | 65 | 101 |
| Milan Hejduk       | Colorado    | 82 | 50 | 48 | 98  |
| Todd Bertuzzi      | Vancouver   | 82 | 46 | 51 | 97  |
| Pavol Demitra      | St. Louis   | 78 | 36 | 57 | 93  |
| Glen Murray        | Boston      | 82 | 44 | 48 | 92  |
| Mario Lemieux      | Pittsburgh  | 67 | 28 | 63 | 92  |
| Dany Heatley       | Atlanta     | 77 | 41 | 48 | 89  |
| Žigmund Pálffy     | Los Angeles | 76 | 37 | 48 | 85  |
| Mike Modano        | Dallas      | 79 | 28 | 57 | 85  |
| Siergiej Fiodorow  | Detroit     | 80 | 36 | 47 | 83  |
| Marián Hossa       | Ottawa      | 80 | 45 | 35 | 80  |
| Paul Kariya        | Anaheim     | 82 | 25 | 55 | 80  |
| Aleksandr Mogilny  | Toronto     | 73 | 33 | 46 | 79  |
| Daniel Alfredsson  | Ottawa      | 78 | 27 | 52 | 79  |
| Václav Prospal     | Tampa Bay   | 80 | 22 | 57 | 79  |
| Vincent Lecavalier | Tampa Bay   | 80 | 34 | 44 | 78  |
| Aleksiej Kowalow   | NY Rangers  | 78 | 37 | 40 | 77  |
| Jaromír Jágr       | Washington  | 75 | 36 | 41 | 77  |
| Brett Hull         | Detroit     | 82 | 37 | 39 | 76  |
| Miroslav Šatan     | Buffalo     | 79 | 26 | 50 | 76  |
| Ray Whitney        | Columbus    | 81 | 24 | 52 | 76  |
| Brad Richards      | Tampa Bay   | 80 | 17 | 57 | 74  |
| Mats Sundin        | Toronto     | 75 | 37 | 35 | 72  |

## Puchar Stanleya – playoffs

### Ćwierćfinały konferencji

#### Konferencja Wschodnia
- Ottawa Senators  4 – 1  New York Islanders (0:3, 3:0, 3:2 (2D), 3:1, 4:1)
- New Jersey Devils  4 – 1  Boston Bruins (2:1, 4:2, 3:0, 1:5, 3:0)
- Tampa Bay Lightning  4 – 2  Washington Capitals (0:3, 3:6, 4:3 (D), 3:1, 2:1, 2:1 (3D))
- Philadelphia Flyers  4 – 3  Toronto Maple Leafs (3:5, 4:1, 3:4 (2D), 3:2 (3D), 4:1, 1:2 (2D), 6:1)

#### Konferencja Zachodnia
- Dallas Stars  4 – 2  Edmonton Oilers (1:2, 6:1, 2:3, 3:1, 5:2, 3:2)
- Mighty Ducks of Anaheim  4 – 0  Detroit Red Wings (2:1 (3D), 3:2, 2:1, 3:2 (D))
- Minnesota Wild  4 – 3  Colorado Avalanche (4:2, 2:3, 0:3, 1:3, 3:2, 3:2 (D), 3:2 (2D))
- Vancouver Canucks  4 – 3  St. Louis Blues (0:6, 2:1, 1:3, 1:4, 5:3, 4:3, 4:1)

### Półfinały konferencji

#### Konferencja Wschodnia
- Ottawa Senators  4 – 2  Philadelphia Flyers (4:2, 0:2, 3:2 (D), 0:1, 5:2, 5:1)
- New Jersey Devils  4 – 1  Tampa Bay Lightning (3:0, 3:2 (D), 3:4, 3:1, 2:1 (3D))

#### Konferencja Zachodnia
- Mighty Ducks of Anaheim  4 – 2  Dallas Stars (4:3 (5D), 3:2 (D), 1:2, 1:0, 1:4, 4:3)
- Minnesota Wild  4 – 3  Vancouver Canucks (3:4 (D), 3:2, 2:3, 2:3 (D), 7:2, 5:1, 4:2)

### Finały konferencji

#### Konferencja Wschodnia
- New Jersey Devils  4 – 3  Ottawa Senators (2:3 (D), 4:1, 1:0, 5:2, 1:3, 1:2 (D), 3:2)

#### Konferencja Zachodnia
- Mighty Ducks of Anaheim  4 – 0  Minnesota Wild (1:0 (2D), 2:0, 4:0, 2:1)

### Finał Pucharu Stanleya

#### New Jersey Devils  4 – 3  Mighty Ducks of Anaheim
- 27 maja 2003 – New Jersey  3 : 0  Anaheim
- 29 maja 2003 – New Jersey  3 : 0  Anaheim
- 31 maja 2003 – Anaheim  3 : 2  New Jersey (D)
- 2 czerwca 2003 – Anaheim  1 : 0  New Jersey (D)
- 5 czerwca 2003 – New Jersey  6 : 3  Anaheim
- 7 czerwca 2003 – Anaheim  5 : 2  New Jersey
- 9 czerwca 2003 – New Jersey  3 : 0  Anaheim

## Nagrody NHL
Prezentacja NHL Awards miała miejsce w Toronto.
| Presidents’ Trophy:               | Ottawa Senators                                                                              |
| Prince of Wales Trophy:           | New Jersey Devils                                                                            |
| Clarence S. Campbell Bowl:        | Mighty Ducks of Anaheim                                                                      |
| Art Ross Memorial Trophy:         | Peter Forsberg (Colorado Avalanche)                                                          |
| Bill Masterton Memorial Trophy:   | Steve Yzerman (Detroit Red Wings)                                                            |
| Calder Memorial Trophy:           | Barret Jackman (St. Louis Blues)                                                             |
| Conn Smythe Trophy:               | Jean-Sebastien Giguere (Mighty Ducks of Anaheim)                                             |
| Frank J. Selke Trophy:            | Jere Lehtinen (Dallas Stars)                                                                 |
| Hart Memorial Trophy:             | Peter Forsberg (Colorado Avalanche)                                                          |
| Jack Adams Award:                 | Jacques Lemaire (Minnesota Wild)                                                             |
| James Norris Memorial Trophy:     | Nicklas Lidström (Detroit Red Wings)                                                         |
| King Clancy Memorial Trophy:      | Brendan Shanahan (Detroit Red Wings)                                                         |
| Lady Byng Memorial Trophy:        | Aleksander Mogilnyj (Toronto Maple Leafs)                                                    |
| Lester B. Pearson Award:          | Markus Näslund (Vancouver Canucks)                                                           |
| Lester Patrick Trophy:            | Willie O’Ree, Ray Bourque, Ron DeGregorio                                                    |
| Maurice 'Rocket' Richard Trophy:  | Milan Hejduk (Colorado Avalanche)                                                            |
| NHL Plus/Minus Award:             | Peter Forsberg & Milan Hejduk (Colorado Avalanche)                                           |
| Roger Crozier Saving Grace Award: | Marty Turco (Dallas Stars)                                                                   |
| Vezina Trophy:                    | Martin Brodeur (New Jersey Devils)                                                           |
| William M. Jennings Trophy:       | Martin Brodeur (New Jersey Devils) oraz Roman Čechmánek / Robert Esche (Philadelphia Flyers) |